# مارجوري كلارك
مارجوري كلارك (بالإنجليزية: Marjorie Clark) هي منافسة ألعاب القوى جنوب أفريقية، ولدت في 6 نوفمبر 1909 في كوازولو ناتال في جنوب أفريقيا، وتوفيت في 15 يونيو 1993.

## وصلات خارجية
- مارجوري كلارك على موقع اللجنة الأولمبية الدولية (الإنجليزية)
- مارجوري كلارك على موقع أوليمبيديا (الإنجليزية)